# Dmitri Eropkine
Dmitri Ivanovitch Eropkine (en russe : Дми́трий Ива́нович Еропки́н), né le 29 août 1908 à Lissi Nos et mort le 20 janvier 1938 à Griazovets est un astronome et astrophysicien soviétique.
Petit fils du décabriste Dmitri Zavalichine, il étudie en 1924-1929, dans la section d'astronomie de la faculté de Mathématiques-Physique de l'Université de Leningrad. Puis, en 1927-1928, effectue un stage à l'observatoire de Tachkent.
Diplômé en 1929, il devient collaborateur de l'Institut de l'astronomie théorique de Saint-Pétersbourg. En 1930, il prépare sa thèse à l'aspiranture de l'observatoire de Poulkovo où il travaille également jusqu'en 1936. Il y occupe le poste de secrétaire de la commission scientifique de l'étude du soleil.
Le 4 décembre 1936, il est arrêté dans une vague d'arrestations connue sous le nom d'affaire Poulkovo. Condamné à dix ans de prison sans droit au courrier le 25 mai 1937, il purge sa peine dans la prison de Griazovets, lorsque son dossier est de nouveau examiné par la Troïka du NKVD. On l'accuse cette fois de la propagande de trotskisme parmi les détenus. Fusillé le 20 janvier 1938, Dmitri Eropkine sera officiellement réhabilité en 1955.